# (27051) 1998 SM5
(27051) 1998 SM5 est un astéroïde de la ceinture principale découvert en 1998.

## Description
(27051) 1998 SM5 a été découvert le 16 septembre 1998 à l'observatoire de Kitt Peak, situé dans l'Arizona aux États-Unis, par le projet Spacewatch de l’université de l'Arizona.

### Caractéristiques orbitales
L'orbite de cet astéroïde est caractérisée par un demi-grand axe de 2,60 UA, un périhélie de 2,27 UA, une excentricité de 0,13 et une inclinaison de 12,98° par rapport à l'écliptique. Du fait de ces caractéristiques, à savoir un demi-grand axe compris entre 2 et 3,2 UA et un périhélie supérieur à 1,666 UA, il est classé, selon la JPL Small-Body Database, comme objet de la ceinture principale.

### Caractéristiques physiques
(27051) 1998 SM5 a une magnitude absolue (H) de 15,0 et un albédo estimé à 0,266.